# 平陵县 (湖北)
平陵县，中国古县名，位于今湖北省丹江口市西北。
隋恭帝义宁二年（618年）分淅阳郡的武当县、郧乡县置武当郡，分武当县设置平陵县，治所在今湖北省丹江口市西北。唐朝武德元年（618年）武当郡改为均州。平陵县属均州，武德七年（624年）废入武当县。